# Voddekasteel

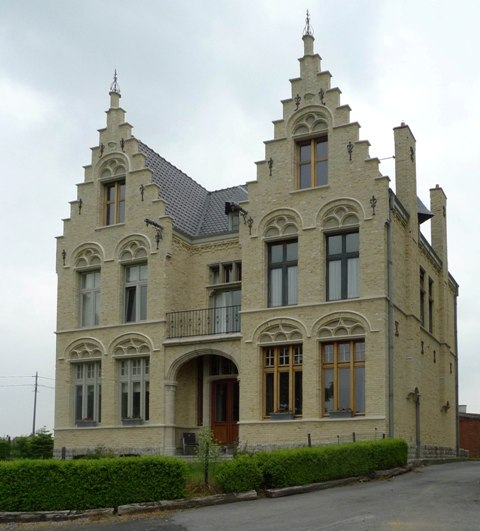
Het kasteel in 2010

Het Voddekasteel is een kasteel in de tot de West-Vlaamse gemeente Ieper behorende plaats Hollebeke, gelegen aan de Kasteelhoekstraat 14.
Hier stond een kasteeltje dat zijn ietwat merkwaardige naam te danken had aan de lemen huisjes die in de nabijheid ervan stonden. Tijdens de Eerste Wereldoorlog werd het kasteel verwoest. In 1921 werd het herbouwd als Jachthuis De Vodde.
Het is een neogotisch kasteeltje, opgetrokken in gele baksteen en het wordt gekenmerkt door twee naast elkaar gelegen trapgevels waartussen zich de ingangspartij met balkon bevindt. Het kasteeltje is een opvallend element in het landschap, omdat het op een glooiing is gebouwd.
Sinds 1945 wordt het als hoeve uitgebaat. Bij het kasteeltje behoort ook een conciërgewoning in dezelfde stijl.